# Riada de 1907
La riada de 1907, conocida popularmente como la "gran riá", fue una inundación catastrófica que tuvo lugar durante la madrugada del martes 24 de septiembre de 1907 en la ciudad española de Málaga.

## Antecedentes
La de septiembre de 1907 fue la cuarta de una serie de inundaciones ocurridas a principios de siglo: en 1901, el 4 de noviembre de 1902 y el 4 de septiembre de 1905. Anteriormente se tiene constancia de otras graves inundaciones ocurridas en 1661, 1764 y 1786, entre otras.
Con los repartimientos de las tierras malagueñas realizados tras la conquista cristiana de Málaga, se comenzaron a talar los bosques de los Montes de Málaga y a roturar las tierras para el cultivo de la vid, dejando indefensa frente a las tormentas a la ciudad, situada al final de un empinado valle, en la desembocadura del Guadalmedina. La situación se agravó con la plaga de filoxera que arrasó la provincia en el último tercio del siglo XIX y el consecuente abandono de los campos de vid.

## La riada
La inundación se produjo sin que hubiera llovido en la ciudad, cuando una avalancha de agua y barro procedente de la cuenca del Guadalmedina, donde sí había habido fuertes trombas de agua, se precipitó sobre Málaga alrededor de la una de la madrugada. El muro de agua, fango y lodo derribó primero el antiguo puente de La Aurora, que obstruyó el paso del agua al quedar atascado en el puente de Santo Domingo, hasta que este también cedió, repitiéndose la situación en el puente de Tetuán, situado río abajo y que fue el único que resistió, ya que el siguiente puente, el del ferrocarril, también fue derribado. El súbito aumento del caudal provocó el desbordamiento del río que inundó rápidamente los barrios de El Perchel y La Trinidad y muchas otras zonas bajas de la ciudad. 
Durante la catástrofe perdieron la vida ahogadas veintiuna personas, y otras muchas resultaron heridas. Las aguas alcanzaron hasta cinco metros de altura y, según testigos, era tal la cantidad de barro y residuos, que era posible acceder a algunas casas por los balcones. 
Los daños materiales se evaluaron en torno a los cinco millones y medio de pesetas de la época, necesitándose hasta dos meses para limpiar completamente las calles.

## Medidas adoptadas
- S.M. Alfonso XIII y el presidente del consejo de ministros Antonio Maura visitaron la ciudad, donando el Rey 8.000 pesetas, y Maura, en nombre del Gobierno, 10.000 pesetas. Al comprobar in situ las consecuencias catastróficas de la riada, el Rey comentó: «Creía grande el desastre, pero no tanto. Esto es horrible».

Alfonso XIII ordenó que con la mayor urgencia posible se realizaran las obras necesarias que impidieran la repetición de riadas en Málaga. En 1908, el ingeniero malagueño don Manuel Jiménez Lombardo, presentaría el proyecto de construcción del pantano del Agujero a la División Hidráulica del Sur de España. La presa retendría las aguas de las grandes avenidas otoñales del Guadalmedina, embalsándolas en una cantidad aproximada de 4,5 hectómetros cúbicos, a los que poco a poco iría dando salida por un túnel que tiene una capacidad de 360 m³ con desagües de 60 m3/segundo.
Así mismo, dada la dimensión de la castástrofe y también en agradecimiento del comportamiento de la ciudad de Málaga durante el naufragio de la fragata SMS Gneisenau, el Gobierno alemán regalaría a la ciudad el Puente de los Alemanes, inaugurado en 1909.
La presa del Agujero, aunque eficiente en su limitada función, no podía ser la última solución dada al problema de las riadas, ya que  estudios hidrológicos de la cuenca mostraban que no garantizaba completamente la seguridad de la ciudad. Tras décadas de discusiones y debates entre partidarios de soluciones basadas exclusivamente en obras hidráulicas -Ingenieros de caminos- y partidarios de la restauración hidrológica-forestal -Ingenieros de montes-, se afrontaría la repoblación de la cuenca del río, acompañada de la construcción de diques de retención de acarreos.
En 1919, José Almagro San Martín, Ingeniero de montes de la 7ª División Hidrológico Forestal, culmina la redacción del "Proyecto de Corrección de la Cuenca del Guadalmedina". Su ejecución comenzará en 1929 con la llegada a la ciudad del también ingeniero de montes José Martínez Falero. Se expropiaron y repoblaron casi 5.000 hectáreas de la margen izquierda del río, y construyeron 30 diques de mampostería hidráulica. Se emplearon especies colonizadoras como el pino carrasco o el pino piñonero, que cumplieron eficazmente el objetivo protector y restaurador de los suelos de la cuenca, constituyendo la masa forestal del parque natural Montes de Málaga.
Años más tarde en 1983 y 2´5 km aguas abajo de El Agujero, se construyó el Embalse de El Limonero de 25 hectómetros cúbicos de capacidad, dejando inutilizado al antiguo de El Agujero -hoy día sus compuertas y aliviaderos están fuera de uso, aunque operativos, por encontrarse aguas más abajo la presa del Limonero - y que junto a las citadas medidas de repoblación, darían solución a las graves riadas con las que históricamente se había enfrentado Málaga.
La última iniciativa gubernamental destinada a aumentar la superficie forestal de la cuenca del Guadalmedina la llevó a cabo el Ayuntamiento de Málaga en el año 2002, con la expropiación de casi 400 ha de la margen derecha, que fueron reforestadas en colaboración con el Ministerio de Medio Ambiente.

## Galería de imágenes históricas

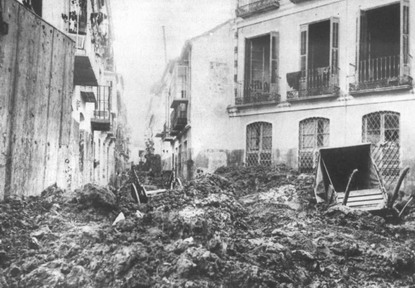
Plaza de Biedmas, septiembre de 1907
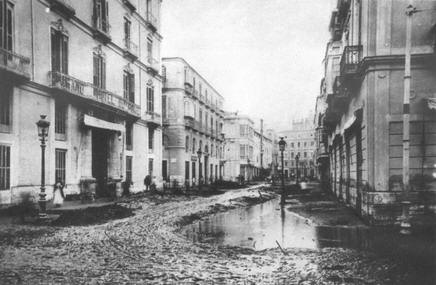
Puerta del Mar, septiembre de 1907
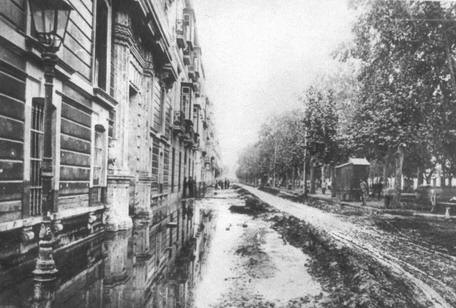
Alameda Principal, septiembre de 1907
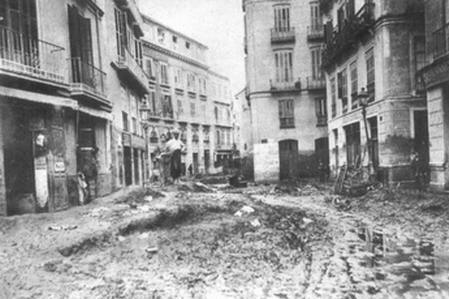
Puerta Nueva, septiembre de 1907